# Dariusz Borek
Dariusz Borek OCarm (ur. 21 września 1965 w Nowym Sączu) – polski duchowny katolicki, kanonista, doktor habilitowany nauk prawnych, profesor nadzwyczajny Uniwersytetu Kardynała Stefana Wyszyńskiego w Warszawie.

## Życiorys
Jest członkiem prowincji pw. św. Józefa w Polsce Zakonu Braci Najświętszej Maryi Panny z Góry Karmel. do zakonu wstąpił w 1988, śluby wieczyste złożył 19 marca 1993, święcenia kapłańskie przyjął 11 czerwca 1994.
W 2015 na podstawie dorobku naukowego oraz monografii pt. Concursus in delicto. Formy zjawiskowe przestępstwa w kanonicznym prawie karnym (studium prawno-historyczne) uzyskał na Wydziale Prawa Kanonicznego Uniwersytetu Kardynała Stefana Wyszyńskiego w Warszawie stopień doktora habilitowanego nauk prawnych w zakresie prawa kanonicznego, specjalność: kanoniczne prawo karne. Został profesorem nadzwyczajnym na tym wydziale i kierownikiem Katedry Kościelnego Prawa Karnego.
W 2020 roku został prodziekanem Wydziału Prawa Kanonicznego UKSW, a w październiku 2020 roku dziekanem Wydziału Prawa Kanonicznego.